# Pandanus microcarpus
Pandanus microcarpus é uma magnoliophyta da família Pandanaceae, endémica em Maurícia, seu hábitat natural são os rios e pântanos. Está ameaçada por perda de hábitat.